# Langhirano
Langhirano  (Langhiràn in dialetto parmigiano) è un comune italiano di 10 915 abitanti della Provincia di Parma in Emilia-Romagna. È conosciuto per la produzione del Prosciutto di Parma, che viene celebrato ogni anno nel Festival del Prosciutto di Parma e a cui è dedicato uno specifico museo; è inoltre sede dell’Unione Montana Appennino Parma Est.

## Geografia fisica
Langhirano sorge su una piccola collina posta sulla sponda sinistra del torrente Parma, in corrispondenza dell'accesso alla valle omonima.

## Origini del nome
L'origine del toponimo non è accertata. Secondo l'ipotesi prevalente potrebbe derivare dal latino Langaranus, composto da langaria, col significato di "striscia di terreno lunga e stretta" in riferimento alla posizione del paese a fianco del torrente Parma, e dal suffisso -anus.
Secondo un'altra teoria il medievale "Lagorano" avrebbe invece origine da "Lago Ariano", in riferimento alla presenza di terreni acquitrinosi all'epoca della fondazione dell'insediamento di Langhirano da parte dei Longobardi, che professavano l'arianesimo.
Esiste una terza interpretazione, priva di fondamenti storici, secondo la quale il toponimo deriverebbe dal latino Lacus Oranum, da cui "Lago Orano" e "Anghirano", in riferimento a un lago popolato da rane, prosciugatosi in epoca remota, che sarebbe esistito sul luogo dell'attuale centro abitato.
Un'ultima più recente teoria riconduce il toponimo originario, Lagorano, all'esistenza, in quel luogo, di una postazione longobarda (lagar) posta lungo una importante direttrice viaria dell'Italia altomedievale.

## Storia

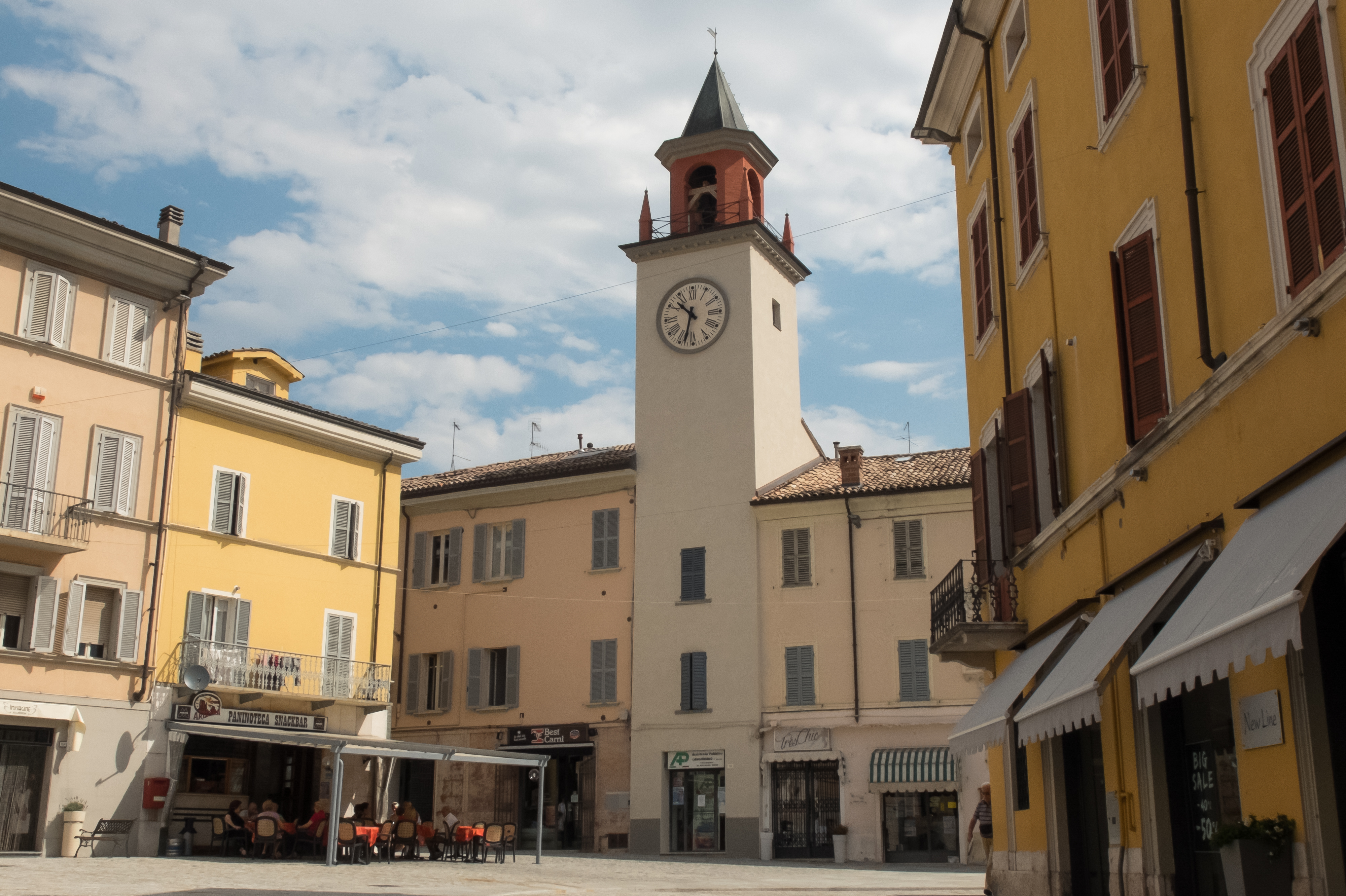
Veduta di Piazza Giuseppe Garibaldi, principale piazza di Langhirano

La più antica testimonianza della presenza dell'uomo nel territorio di Langhirano risale al Paleolitico, all'incirca al 130000 a.C., mentre i primi insediamenti umani furono fondati dai Terramaricoli tra il XVII e il XIV secolo a.C., in piena età del bronzo.
Dell'epoca romana sopravvivono ancora alcune tracce della centuriazione del territorio pianeggiante e i resti di una villa rinvenuta nei pressi di Torrechiara.
Il primitivo borgo di "Lagorano", menzionato per la prima volta nel 1038, fu fondato nell'Alto Medioevo dai Longobardi lungo la strada delle cento miglia, che collegava Parma e Luni; il centro nacque originariamente quale borgo minore, annesso alla vicina Mattaleto, a sua volta dipendente dal castello di Castrignano; quest'ultimo appartenne nell'XI secolo alla chiesa di San Pietro di Parma, nella prima metà del XII secolo al convento di Sant'Apollonio di Canossa, dal 1137 al monastero di San Prospero di Reggio Emilia e a partire dal 1186 al vescovo di Parma.
Il maniero di Mattaleto fu costruito a presidio della sponda sinistra della val Parma probabilmente nel XIII secolo, quale avamposto fortificato del castello di Castrignano. Nella stessa epoca fu edificato inoltre il palazzo del capitano di giustizia nel centro di Langhirano; il piccolo borgo accrebbe notevolmente la sua importanza in quei secoli grazie alla sua collocazione geografica all'accesso della vallata, che gli consentì di diventare sede di mercato settimanale.
Nel 1376 il vescovo Ugolino de' Rossi investì dell'ampio feudo di Castrignano il pronipote Rolando de' Rossi, in segno di riconoscenza per i servigi resi dal padre Giacomo all'episcopato parmense. I Rossi ricostruirono il maniero di Mattaleto, ma nel 1405 Giacomo Terzi se ne impossessò dopo aver occupato numerosi altri castelli rossiani del Parmense; i Terzi fortificarono la struttura, che nel 1409 fu conquistata, insieme alla vicina Castrignano, da Galeazzo da Correggio per conto del marchese di Ferrara Niccolò III d'Este, alleato dei Rossi; tuttavia il Correggese ne approfittò per impossessarsene, perciò nel 1410, dopo l'uccisione di Ottobuono de' Terzi da parte di Muzio Attendolo Sforza, Pietro de' Rossi attaccò di sorpresa la fortificazione di Castrignano, riconquistandola.
I Rossi mantennero i diritti sul territorio fino alla disastrosa guerra del 1482, al cui termine l'ampio feudo, rivendicato dal vescovo Giovanni Giacomo Schiaffinato, fu restituito alla diocesi di Parma.
Nel 1512 il papa Giulio II acquistò i diritti su Langhirano e dintorni, che assegnò a Galeazzo Pallavicino, marchese di Busseto; quest'ultimo ne ricevette conferma dal nuovo papa Leone X nel 1514. Dopo alcuni anni il territorio rientrò nelle mani del vescovo di Parma.
Nel 1660 il duca di Parma Ranuccio II Farnese investì Antonio Garimberti della contea di Langhirano; la famiglia ne mantenne i diritti fino alla loro abolizione sancita da Napoleone nel 1805. Langhirano divenne sede del nuovo comune (o mairie), a eccezione di una parentesi tra il 1821 e il 1831, durante la quale fu elevata a capoluogo di distretto ducale; in quegli stessi anni fu Mattaleto la sede municipale.
Il 28 settembre del 1911 la stazione tranviaria fu teatro dell'episodio noto come "eccidio di Langhirano": durante una manifestazione di opposizione alla partenza dei soldati per la guerra di Libia, morirono 4 persone e ne furono ferite altre 7 a causa dell'improvvisa carica dei carabinieri, forse presi dal panico.
Nel corso della seconda guerra mondiale, tra il 1941 e il 1943, Langhirano fu uno dei comuni della provincia di Parma adibiti a località di internamento libero per ebrei stranieri. Vi soggiornarono a domicilio coatto un totale di 17 profughi, per la maggior parte provenienti da Sarajevo. Con l'occupazione tedesca e la Repubblica Sociale Italiana, il gruppo si diede alla fuga e si disperse. I più riuscirono ad evitare la cattura e la deportazione, ad eccezione di quattro membri della famiglia Israel che il 3 dicembre 1943 furono fermati a Lanzo d'Intelvi (Como) mentre cercavano di attraversare il confine italo-svizzero. In memoria dei deportati sono state poste alcune pietre d'inciampo di fronte alla casa dove gli Israel erano stati internati a Langhirano. Nella frazione di Torrechiara alte due pietre d'inciampo ricordano Armando Bachi e il figlio Roberto, ivi arrestati il 16 ottobre 1943.

## Monumenti e luoghi d'interesse

### Architetture religiose

#### Chiesa dell'Annunciazione di Maria Vergine

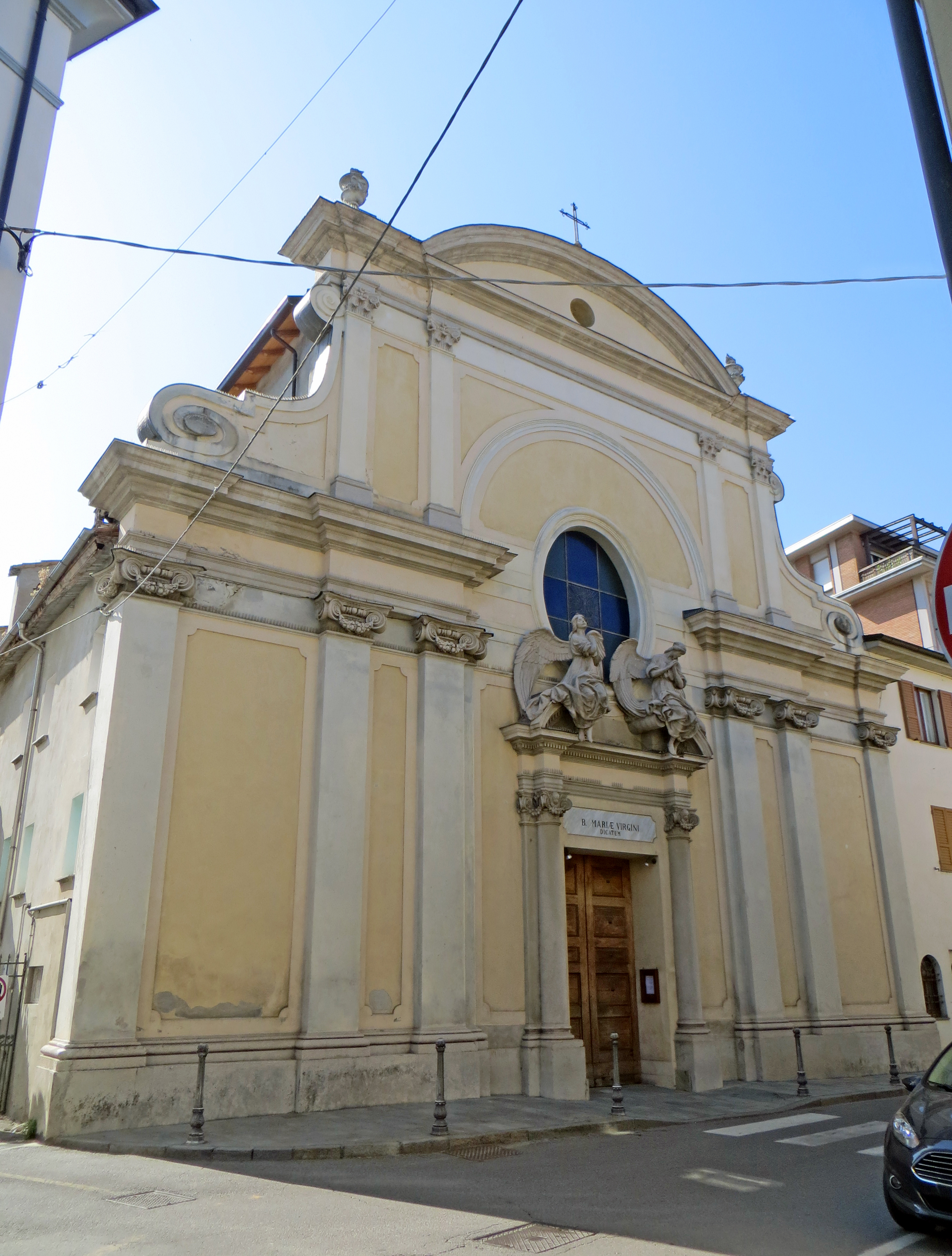
Chiesa dell'Annunciazione di Maria Vergine

Edificata originariamente in stile barocco tra il 1578 e il 1579 quale oratorio dipendente dalla chiesa parrocchiale di San Michele Arcangelo di Mattaleto, la chiesa fu dotata di una nuova facciata neobarocca tra il 1908 e il 1913, disegnata dall'architetto Lamberto Cusani; eretta a parrocchia nel 1944, fu in tale occasione notevolmente ampliata in senso longitudinale; restaurata nel 1986, fu danneggiata dal sisma del 2008 e nuovamente restaurata e consolidata strutturalmente a partire dal 2013; sul portale d'ingresso l'edificio ospita due statue di angeli liberty realizzate da Ettore Ximenes nel 1913.

#### Chiesa di San Michele Arcangelo di Mattaleto

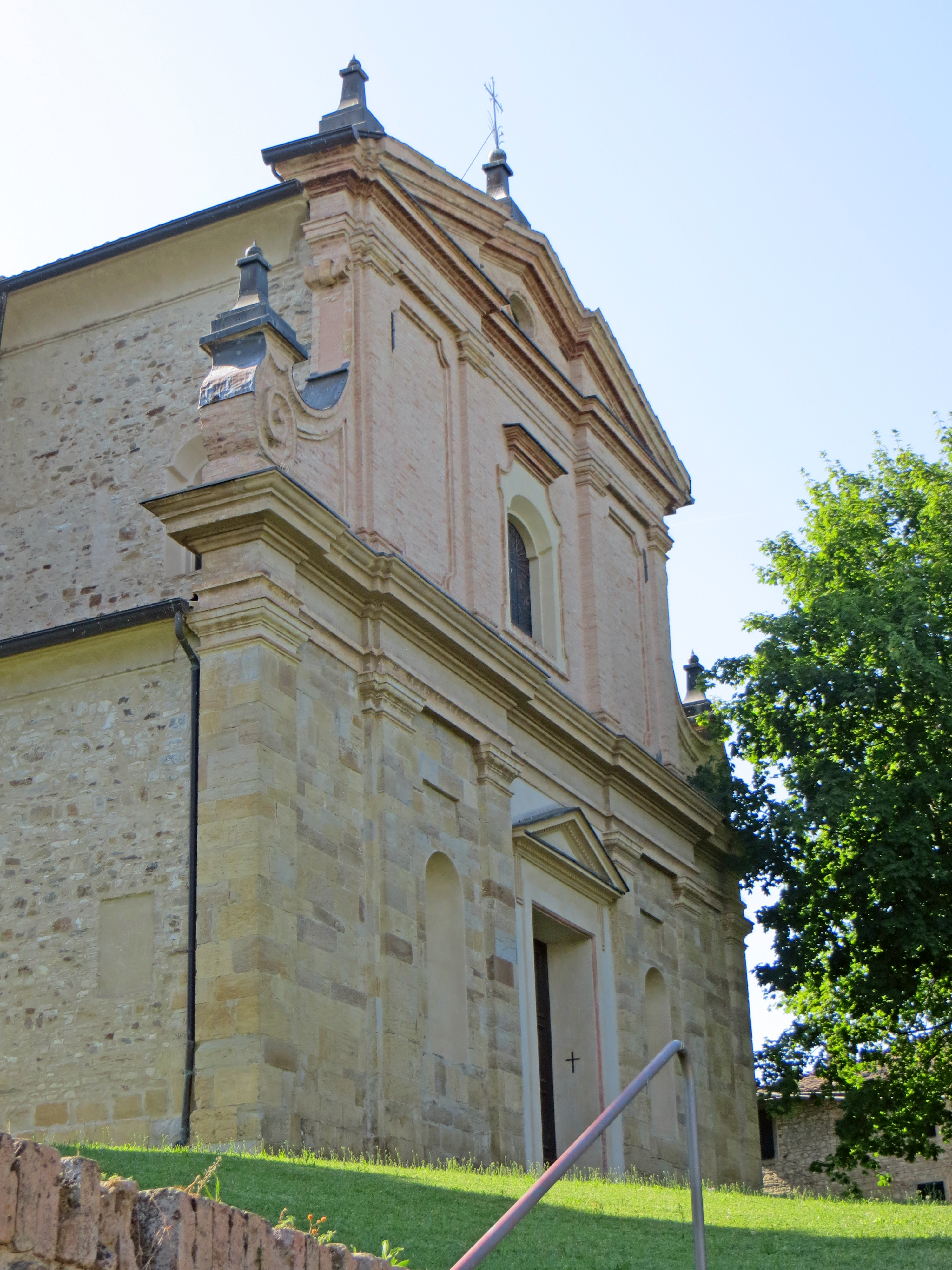
Chiesa di San Michele Arcangelo a Mattaleto

Menzionata per la prima volta nel 1230, la chiesa romanica di Mattaleto fu interamente ricostruita in stile barocco tra il 1715 e il 1723 su progetto dell'architetto Francesco Boetti, conservando soltanto l'originario campanile, che fu modificato nella parte sommitale tra il 1814 e il 1819; completamente restaurata e decorata internamente tra il 1883 e il 1886, costituì fino al 1944 l'unica parrocchia di Mattaleto e Langhirano; danneggiata dal sisma del 2008, fu consolidata strutturalmente e restaurata tra il 2009 e il 2011.

#### Pieve di San Martino

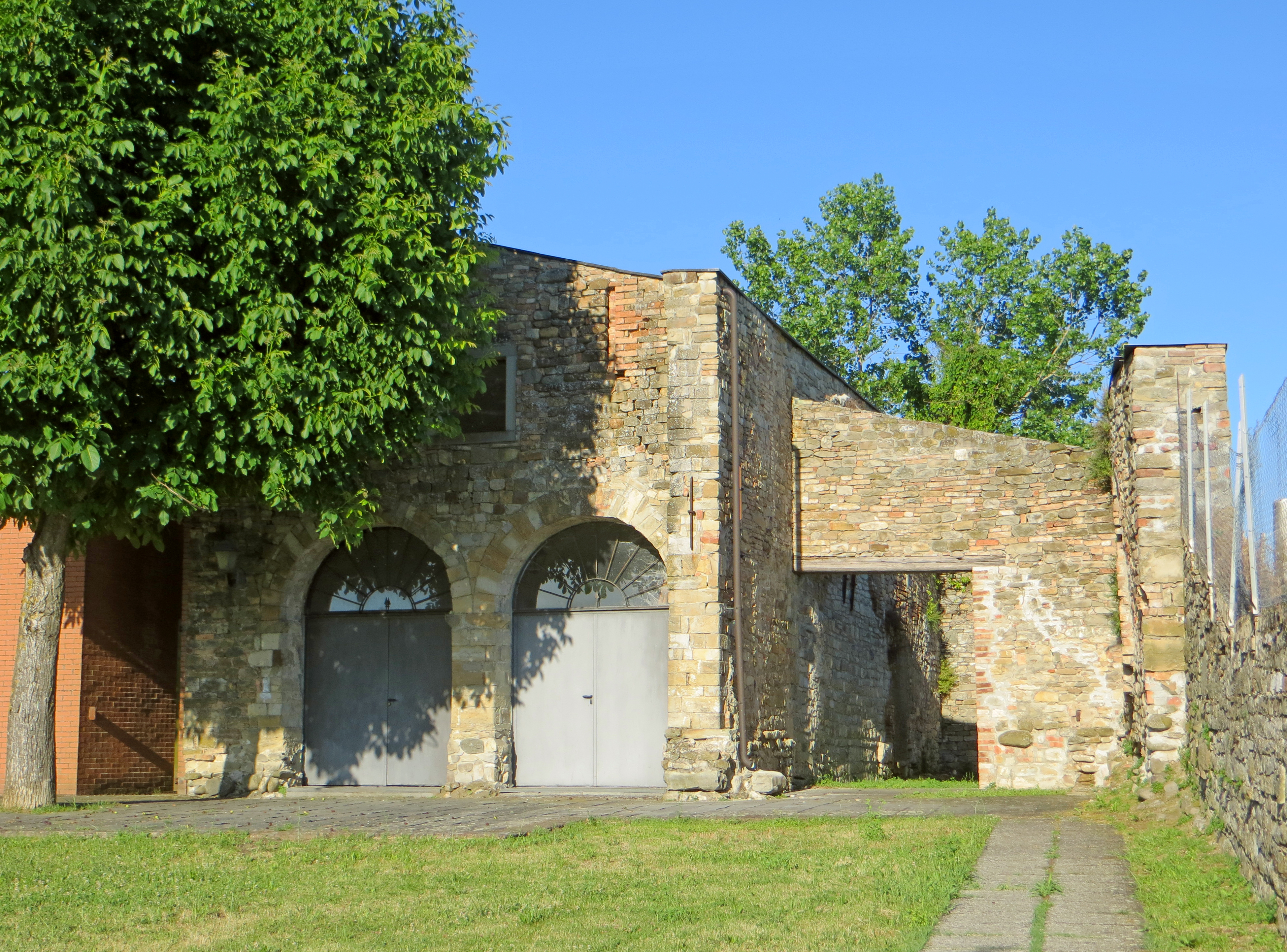
Pieve di San Martino ad Arola

Edificata forse già nel VI secolo, la pieve di Arola, considerata una delle più antiche di tutto il Parmense, nel 1602 fu decorata con affreschi da Giovanni Maria Conti della Camera e Pier Antonio Bernabei; quasi completamente distrutta dal terremoto del 1818, fu successivamente trasformata in deposito dell'adiacente cimitero, riutilizzando parte delle strutture in pietra crollate; profondamente degradata, fu ristrutturata alla fine del XX secolo.

#### Chiesa di San Martino

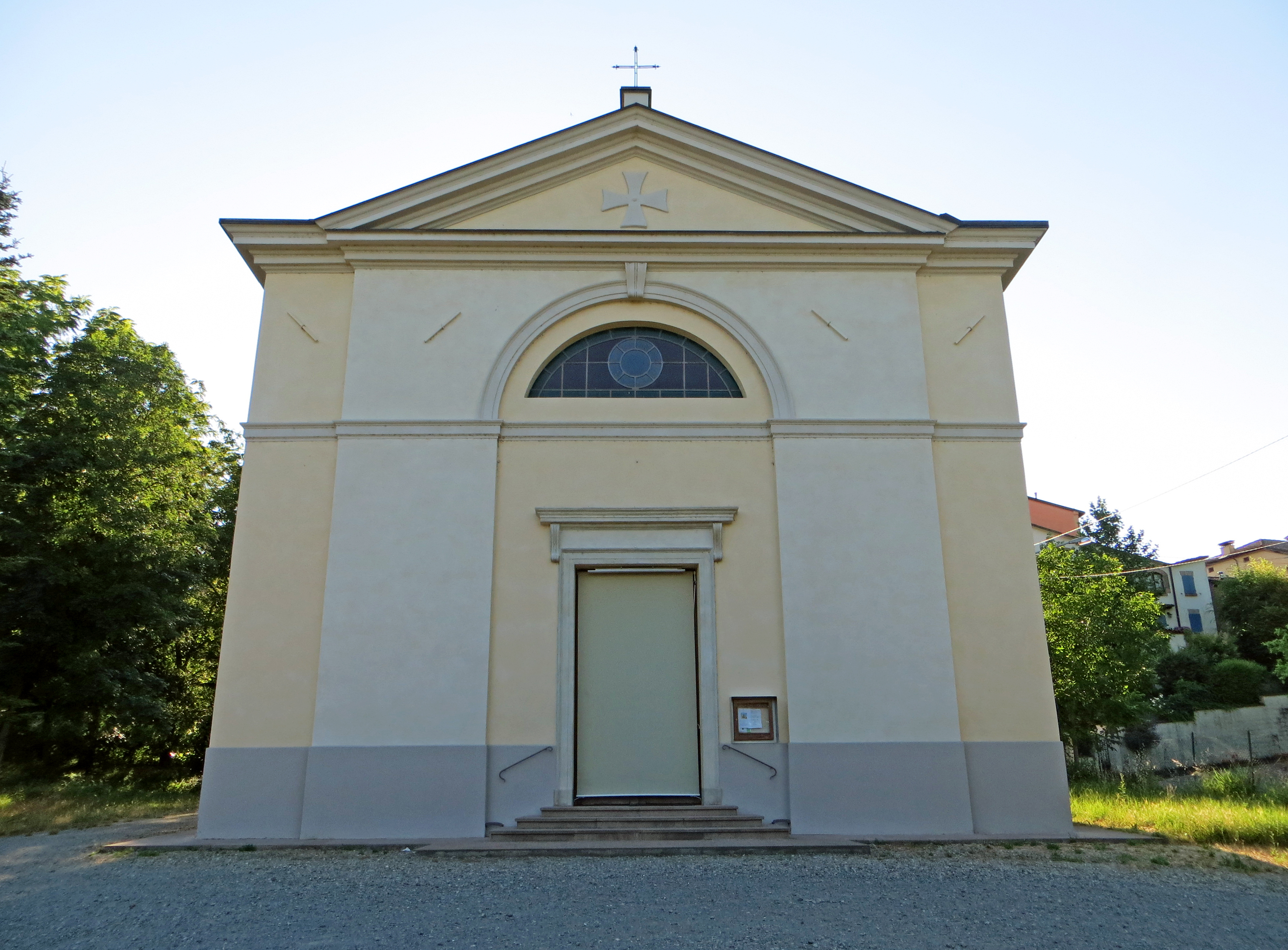
Chiesa di San Martino ad Arola

Edificata tra il 1858 e il 1860 in sostituzione della pieve crollata nel 1818, la chiesa neoclassica di Arola, progettata probabilmente dall'ingegner Soliani, fu restaurata e decorata internamente tra il 1955 e il 1958; danneggiata dal terremoto del 1983, fu consolidata e ristrutturata nel 1985 e risistemata esternamente nel 2012; conserva al suo interno la pala raffigurante San Martino e san Bernardo in un paesaggio e la Madonna in gloria di Pier Antonio Bernabei, recuperata dall'antica pieve.

#### Chiesa di San Lorenzo

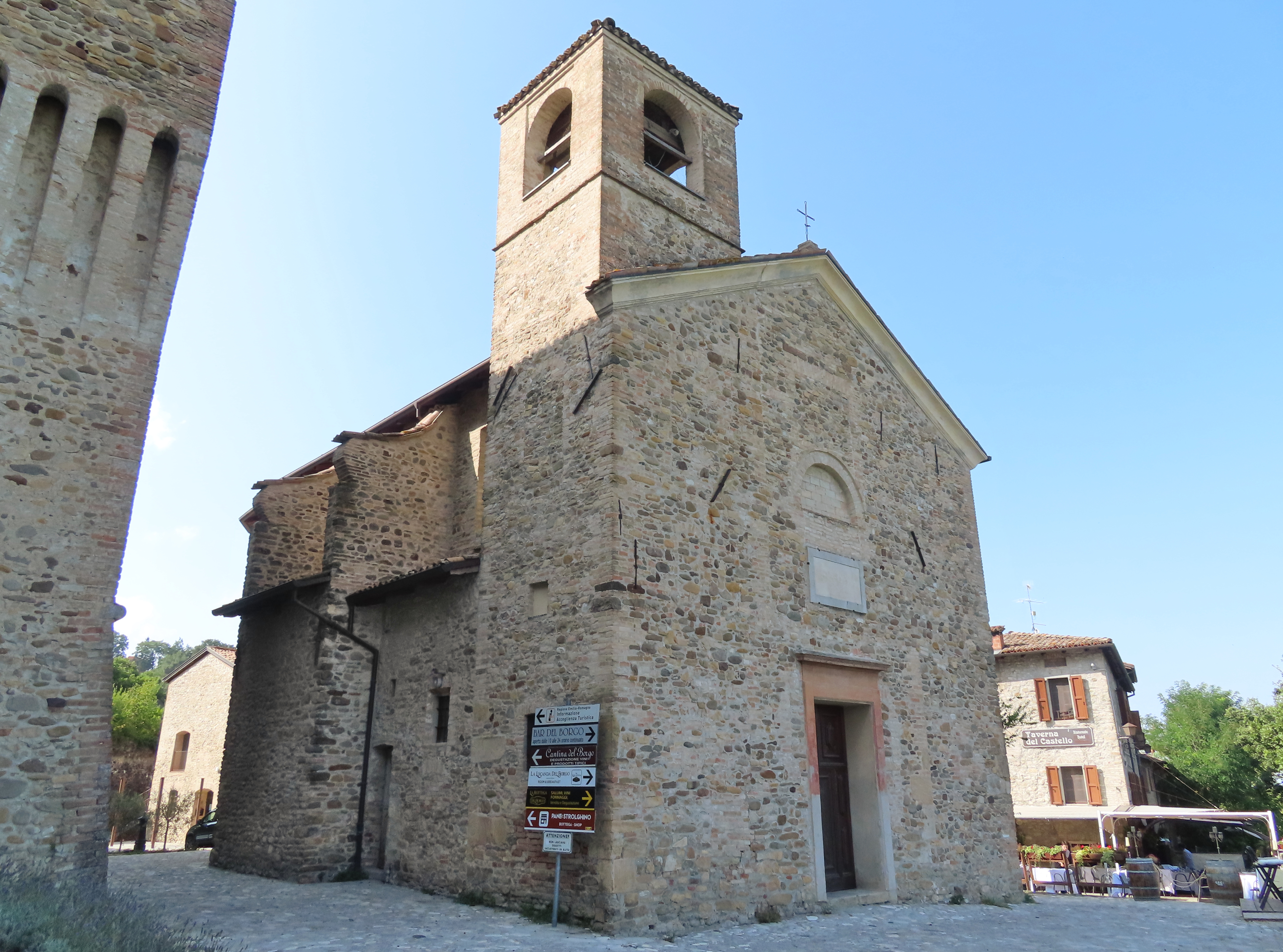
Chiesa di San Lorenzo a Torrechiara

Edificata originariamente in stile romanico nel XII secolo, la cappella di Torrechiara fu abbattuta e ricostruita nel 1453 per volere di Pier Maria II de' Rossi, durante i lavori di edificazione dell'adiacente castello; eretta a sede parrocchiale nel 1564, la chiesa fu sopraelevata verso la fine del XVII secolo; profondamente trasformata in stile barocco agli inizi del XVIII, ribaltando l'orientamento della struttura e intonacando gli interni, fu nuovamente modificata nel 1755 sopralzando l'abside settecentesca; ristrutturata tra il 1829 e il 1831 con la ricostruzione della facciata, fu restaurata nel 1941 e rinforzata strutturalmente tra il 1973 e il 1975; danneggiata dal sisma del 2008, fu consolidata tra il 2011 e il 2013; il luogo di culto conserva alcune porzioni dell'edificio originario e di quello rossiano, distinguibili nel paramento murario in pietra, oltre ad alcuni dipinti settecenteschi.

#### Badia di Santa Maria della Neve

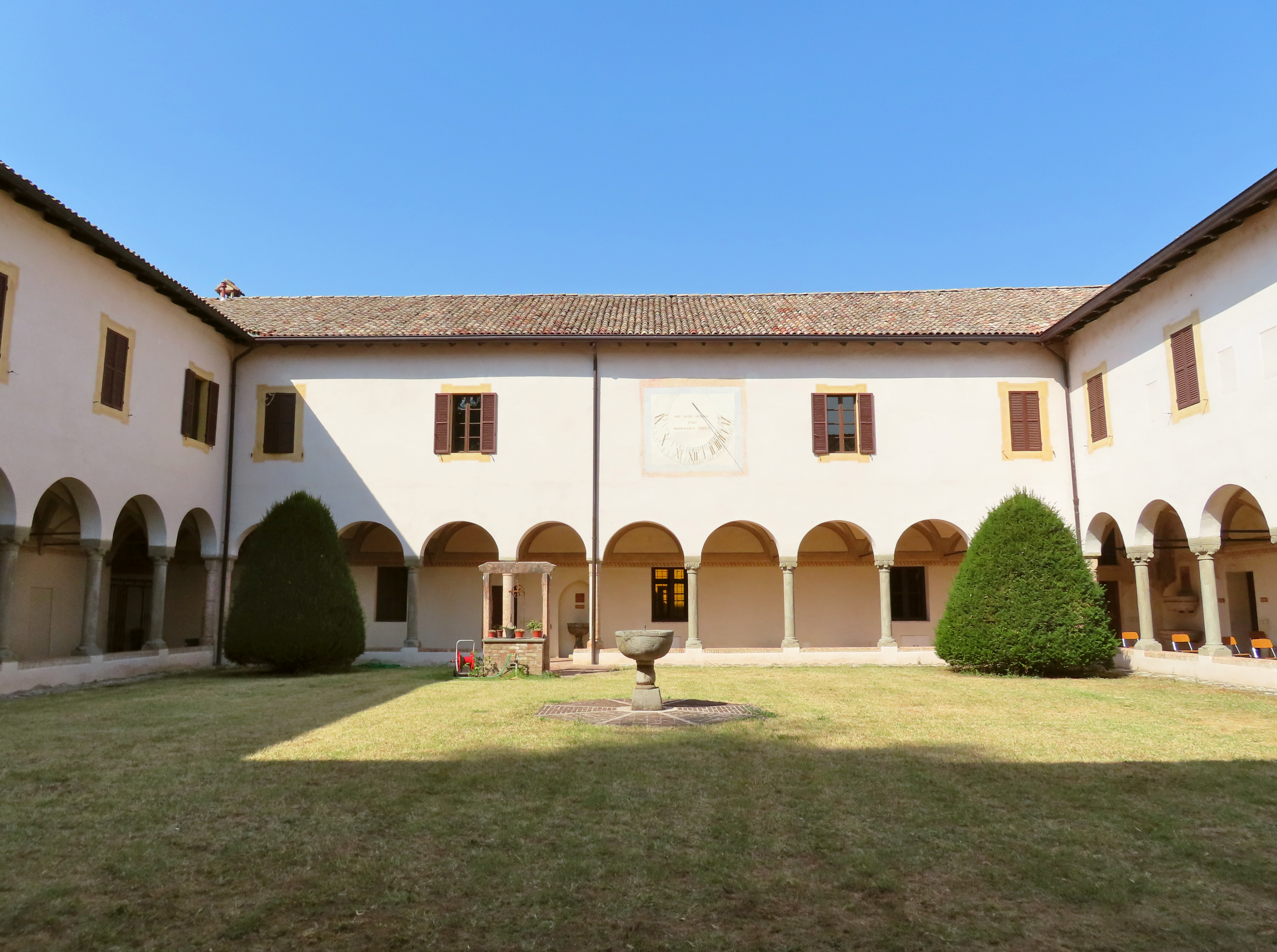
Chiostro dell'abbazia di Santa Maria della Neve a Torrechiara

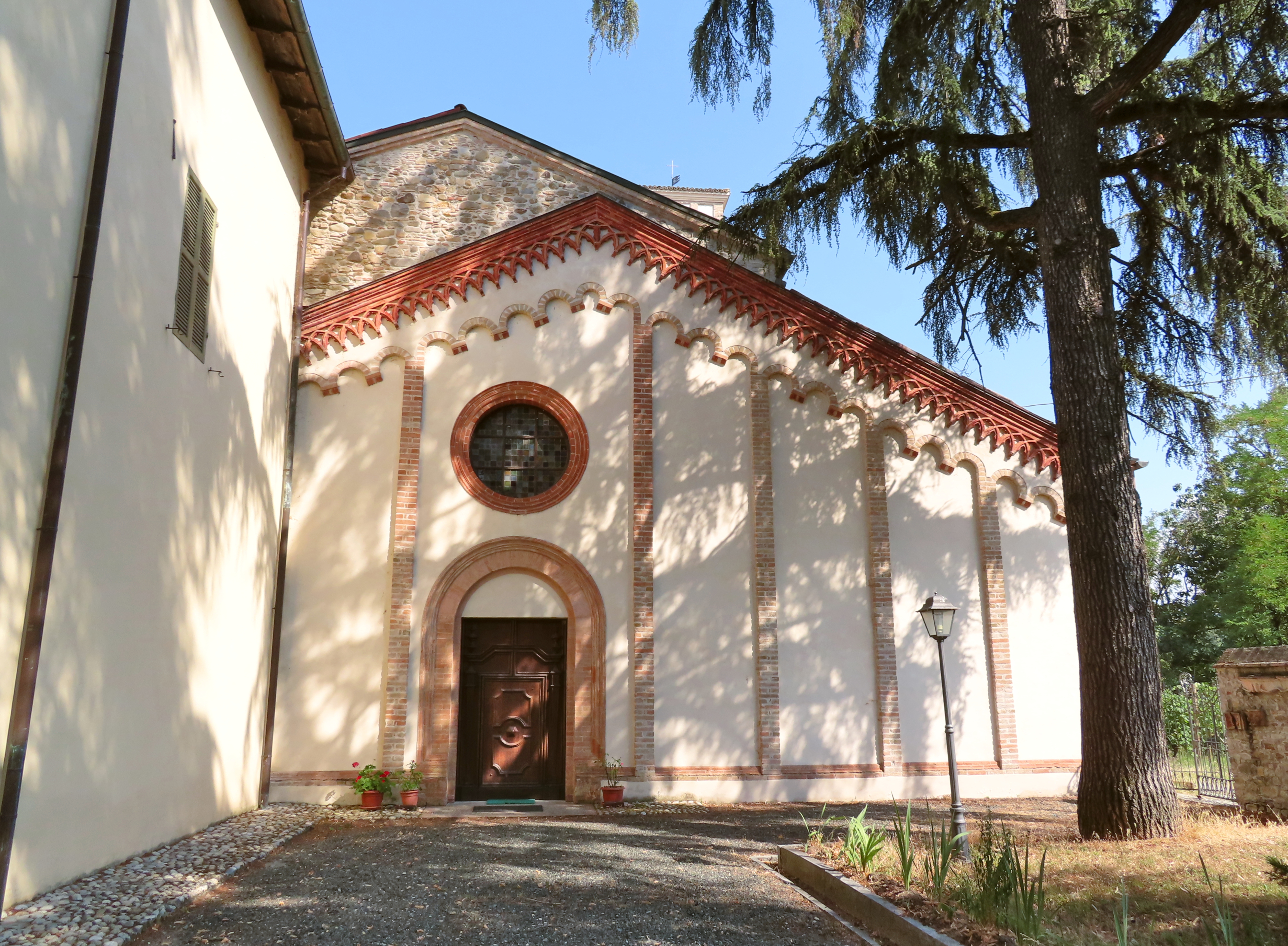
Chiesa di Santa Maria della Neve a Torrechiara

Edificata tra il 1471 e il 1479 per volere di Pier Maria II de' Rossi, l'abbazia di Torrechiara fu dotata fin dalle origini di una chiesa tardo-romanica con campanile, di un chiostro rinascimentale con dormitorio e refettorio, di un giardino con orto, di un piccolo cimitero e di altri servizi destinati a circa venti monaci benedettini; dipendente dell'abbazia di San Giovanni Evangelista di Parma a partire dal 1491, fu parzialmente distrutta durante la guerra di Parma del 1551 e ricostruita in seguito; confiscata dal governo napoleonico nel 1810 e affittata a privati, nel 1816 fu restituita ai frati dalla duchessa Maria Luigia; incamerata dal Demanio nel 1866, fu riacquistata all'asta dai benedettini nel 1870; adibita a caserma militare durante la prima guerra mondiale, cadde in declino nel secondo dopoguerra; restaurata a partire dal 1978, divenne anche sede di un laboratorio apistico utilizzato dai monaci per la produzione di creme e tisane e di una foresteria aperta anche agli ospiti esterni. La chiesa è interamente ornata con affreschi settecenteschi, ma conserva un dipinto tardo quattrocentesco raffigurante la Madonna in trono col Bambino, attribuito al pittore Francesco Tacconi. Sul chiostro con quadriportico si affacciano vari ambienti decorati con affreschi di varie epoche, tra cui in particolare le tre sale del lato ovest, la sala degli Uccelli a nord e la sala del Capitolo a est. Nel giardino posteriore si erge, sul margine della scarpata del torrente, il Belvedere settecentesco dai tratti scenograficamente barocchi ma già linearmente neoclassici, decorato internamente con affreschi.

#### Chiesa dell'Assunzione di Maria Vergine

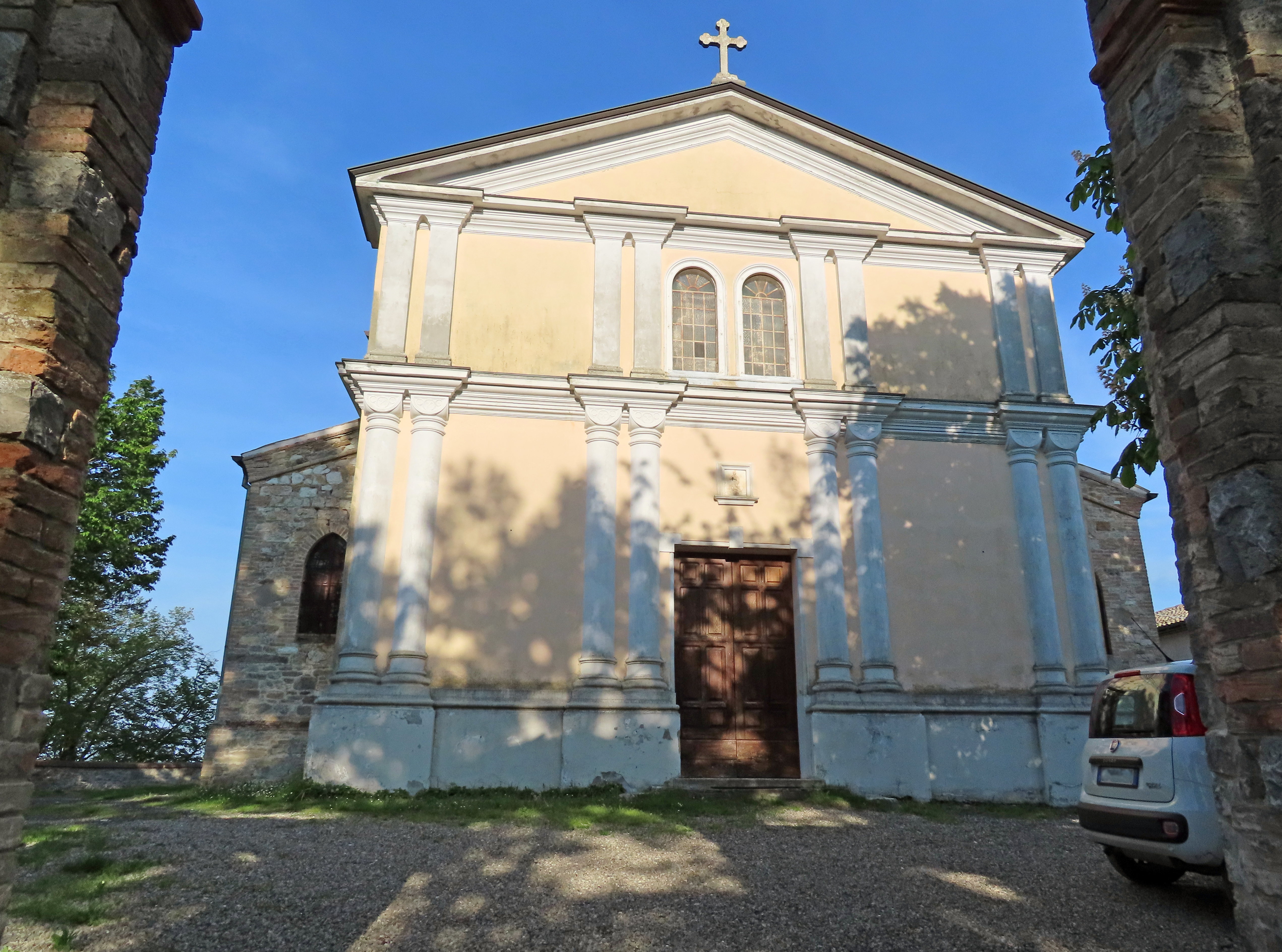
Chiesa dell'Assunzione di Maria Vergine a Castrignano

Costruita originariamente forse già nel VI secolo, la pieve romanica di Castrignano fu citata per la prima volta nel 1005; riedificata in stile barocco nel 1667, fu dotata della facciata neoclassica agli inizi del XX secolo e ristrutturata internamente in stile neobizantino nel 1930; danneggiata dal sisma del 2008, fu restaurata e consolidata tra il 2012 e il 2013; conserva al suo interno una croce astile del XIV secolo e un fonte battesimale rivestito con due capitelli e un abaco risalenti all'incirca al 1450, provenienti dalle rovine del vicino castello.

#### Chiesa dei Santi Bartolomeo e Martino

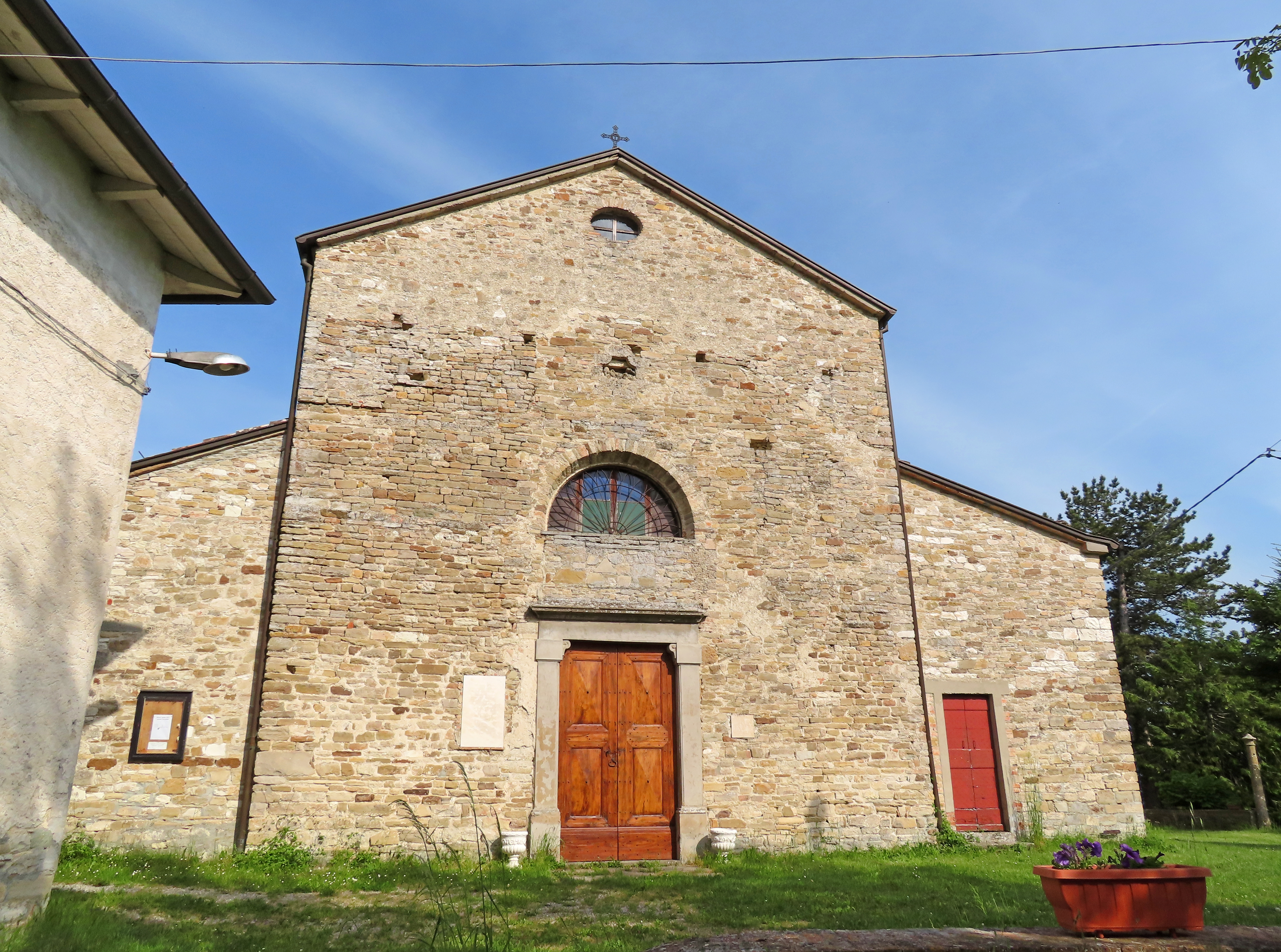
Chiesa dei Santi Bartolomeo e Martino a Cozzano

Menzionata per la prima volta nel 1005, la pieve romanica di Cozzano fu quasi completamente ricostruita tra il 1832 e il 1854 su progetto dell'ingegner Francesco Bertè, riutilizzando i materiali del preesistente edificio; decorata internamente in stile neoclassico, fu completata nelle cappelle laterali tra il 1946 e il 1974; la chiesa conserva della struttura originaria la facciata e l'archivolto decorato dell'ingresso della canonica; al suo interno ospita alcuni dipinti di pregio, tra cui la pala cinquecentesca raffigurante i Santi Martino e Bartolomeo.

#### Chiesa di San Michele Arcangelo di Antesica

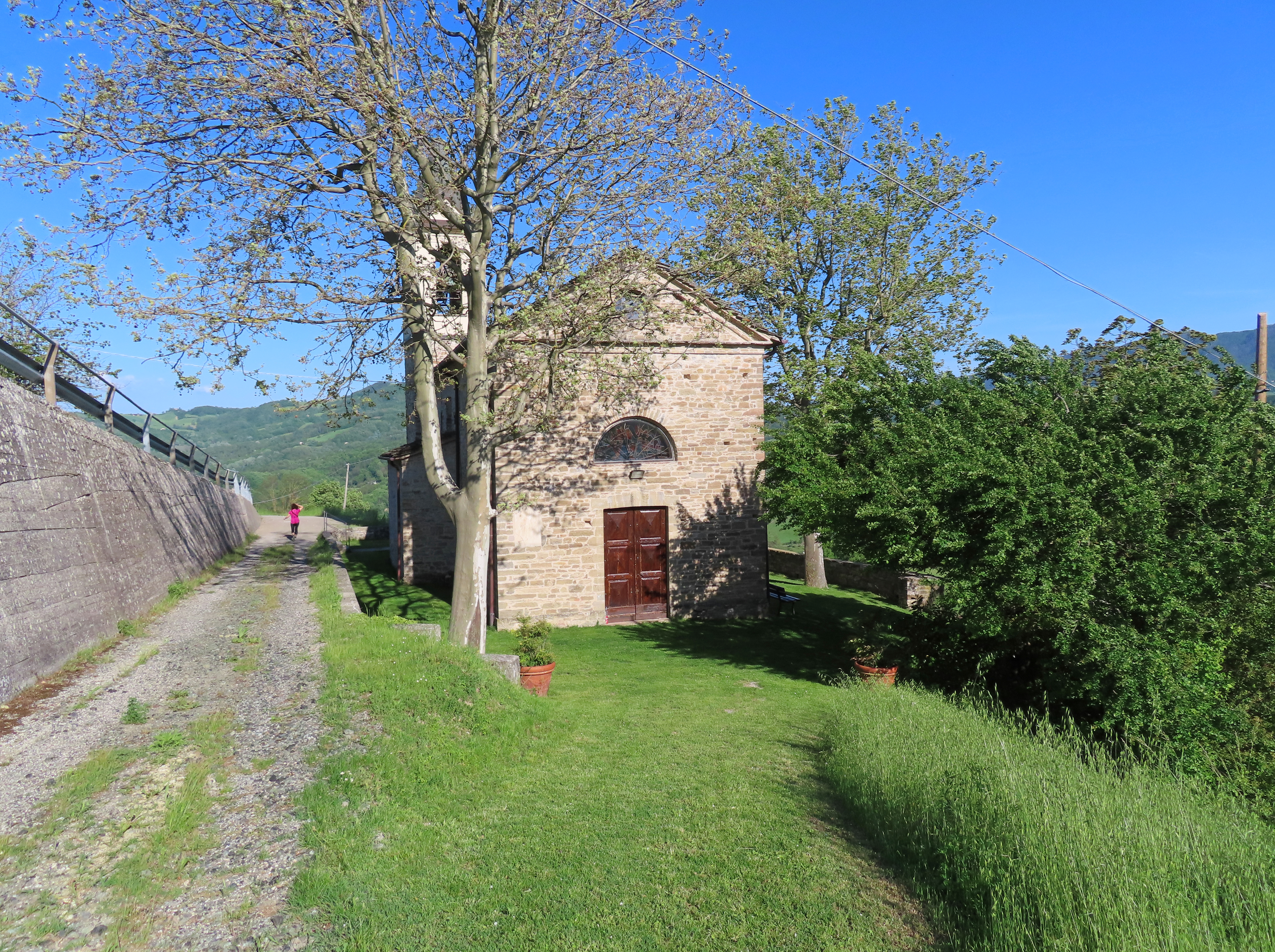
Chiesa di San Michele Arcangelo ad Antesica

Edificata originariamente in epoca altomedievale dai Longobardi quale oratorio esterno al castello, la chiesa di Antesica, menzionata per la prima volta nel 1230, fu chiusa al culto nel 1579 in quanto minacciata da una frana; ristrutturata in stile neoclassico nella seconda metà del XVIII secolo, fu restaurata tra il 2009 e il 2011; il luogo di culto, rivestito esternamente in arenaria, è affiancato da due cappelle laterali.

### Architetture militari

#### Castello di Torrechiara

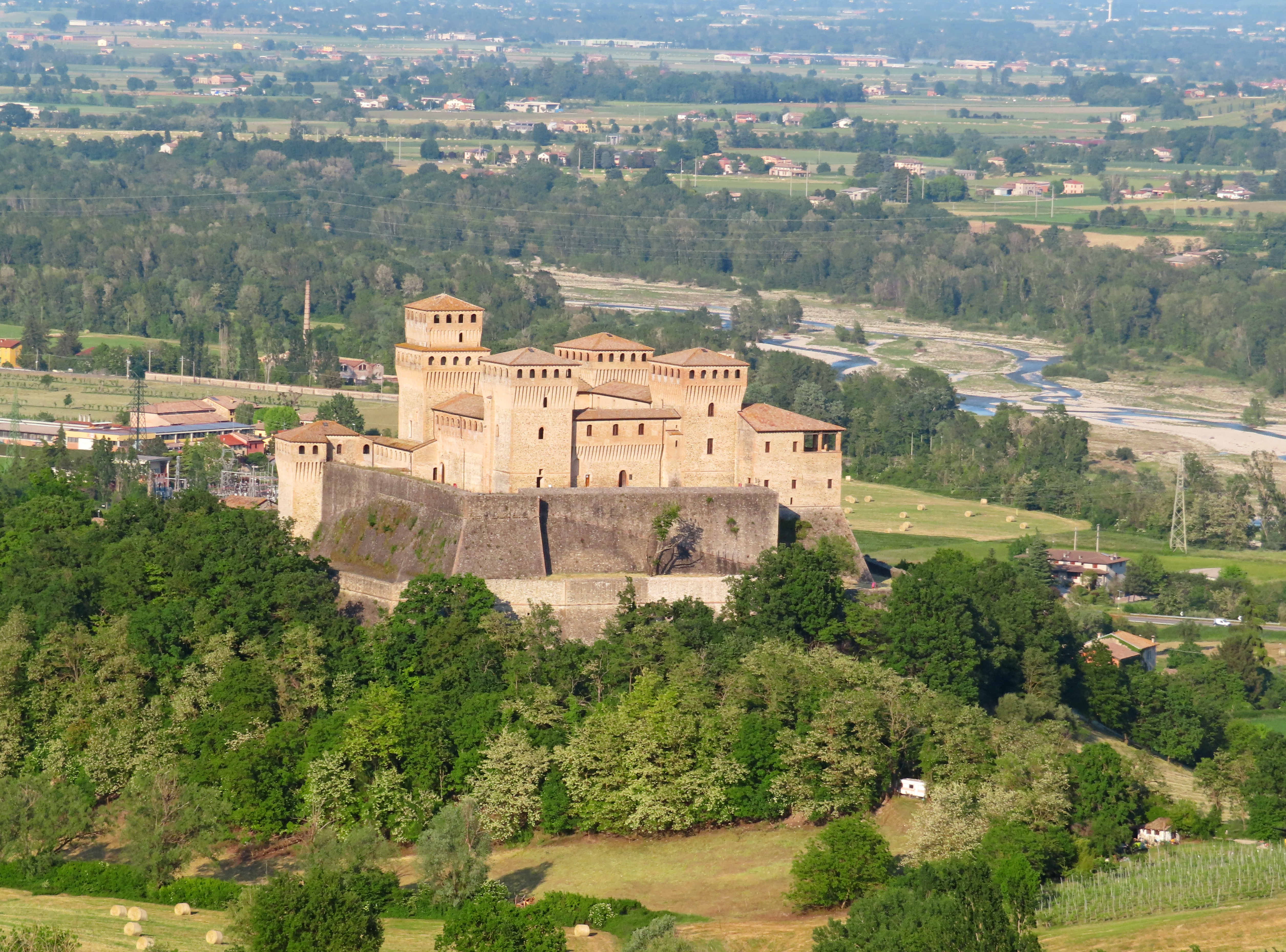
Castello di Torrechiara

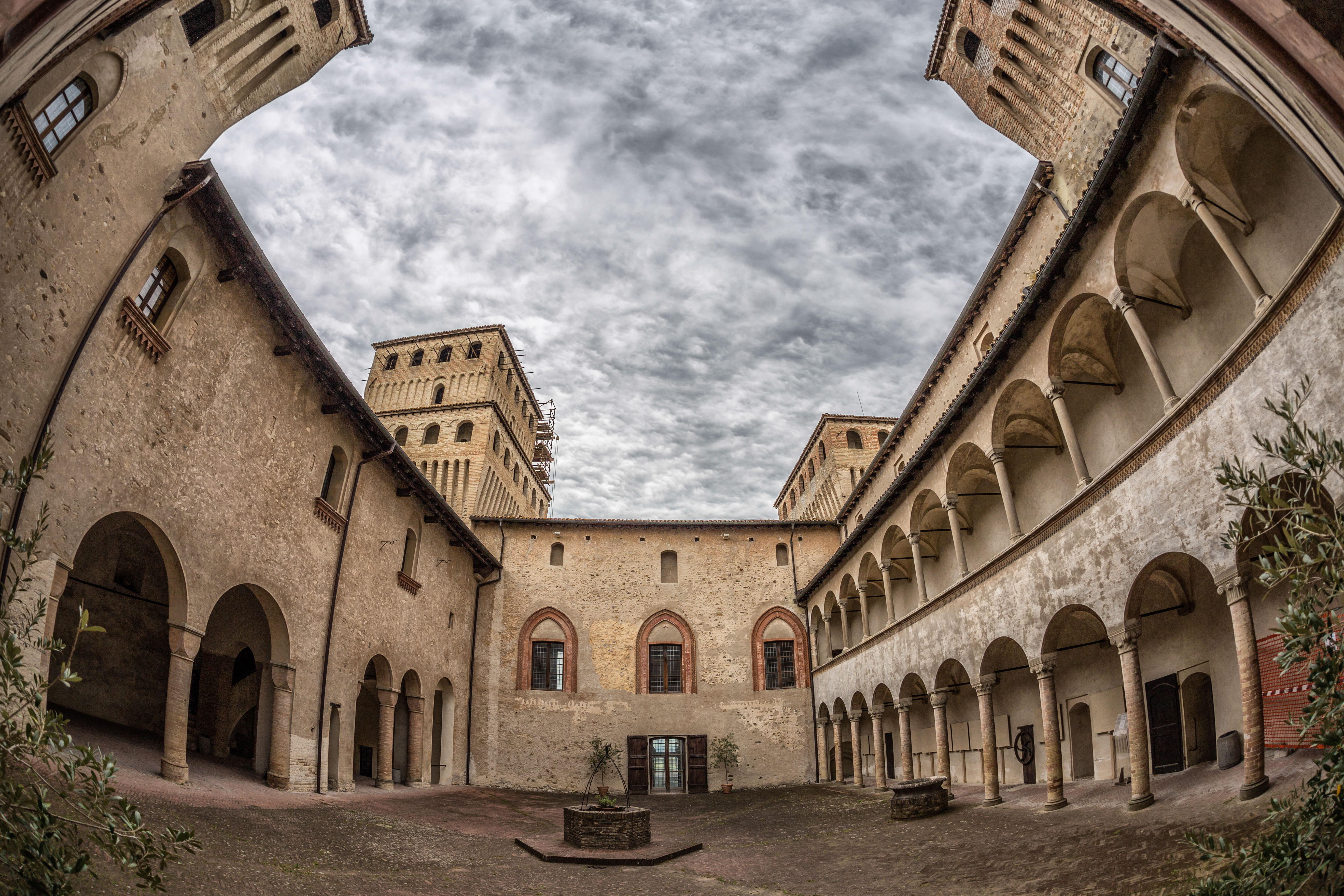
Corte d'Onore del castello di Torrechiara

Salone dei Giocolieri del castello di Torrechiara

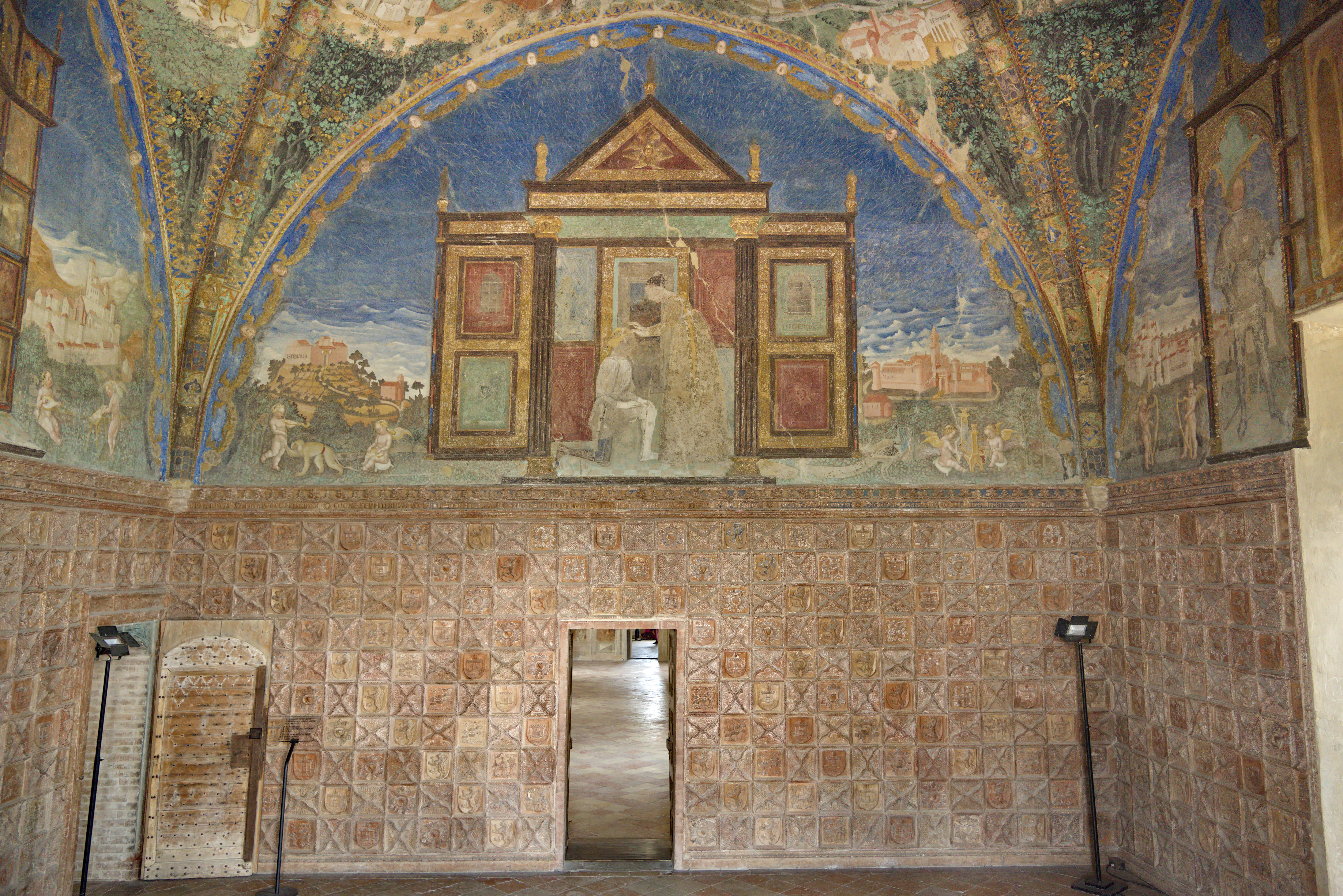
Camera d'Oro

Edificato originariamente in epoca medievale ma più volte distrutto tra il XIII e il XIV secolo, il castello di Torrechiara fu ricostruito maestosamente tra il 1448 e il 1460 per volere di Pier Maria II de' Rossi, con la duplice funzione di possente struttura difensiva ed elegante nido d'amore per il conte e l'amante Bianca Pellegrini; ereditato da Guido de' Rossi nel 1482, fu conquistato l'anno seguente da Ludovico il Moro, che lo mantenne fino al 1499, quando il re di Francia Luigi XII, dopo aver conquistato il ducato di Milano, assegnò il maniero inizialmente a Troilo I de' Rossi e successivamente al maresciallo Pietro di Rohan, signore di Giè; alienato nel 1502 al marchese Galeazzo Pallavicino di Busseto, nel 1545 passò in dote al conte Sforza I Sforza di Santa Fiora, che incaricò numerosi artisti delle decorazioni rinascimentali delle sale interne; ereditato nel 1707 dal duca Federico III Sforza Cesarini, fu trasmesso nel 1821 al duca Marino Torlonia; acquistato nel 1909 da Pietro Cacciaguerra, che lo spogliò di tutti gli arredi, nel 1911 fu dichiarato monumento nazionale e l'anno seguente fu comprato dal Demanio italiano; aperto al pubblico, fu utilizzato quale set di vari film storici, tra cui nel 1937 Condottieri, di Luis Trenker, e nel 1985 Ladyhawke, di Richard Donner; danneggiato dal terremoto del 23 dicembre del 2008, fu parzialmente chiuso e sottoposto a lavori di restauro, che furono conclusi nel 2014. Considerato uno dei più notevoli, scenografici e meglio conservati castelli d'Italia, il castello, sviluppato attorno alla Corte d'Onore centrale porticata, è dotato di cinque massicce torri con beccatelli, caditoie e merli ghibellini di coronamento, e di due loggiati panoramici cinquecenteschi affacciati sulla Val Parma e sulla pianura settentrionale; al suo interno conserva numerosi ambienti affrescati in stile rinascimentale da Cesare Baglioni e aiuti, oltre alla Camera d'Oro dipinta probabilmente da Benedetto Bembo nel 1462, unico esempio in Italia di un intero ciclo di dipinti medievali incentrati sulla glorificazione dell'amor cortese tra due personaggi realmente esistiti.

#### Castello di Mattaleto
Edificato originariamente entro il XIII secolo a presidio di Mattaleto e Langhirano, il maniero, dipendente dal castello di Castrignano della diocesi di Parma, fu occupato nel 1297 da Manuello di Vallisnera e subito riconquistato dai parmigiani, che lo distrussero; assegnato nel 1376 ai Rossi, che lo ricostruirono, fu espugnato nel 1405 dai Terzi, che lo fortificarono; conquistato nel 1409 da Galeazzo da Correggio, l'anno seguente fu ripreso dai Rossi, che lo mantennero fino al 1483, anno in cui fu restituito col feudo di Castrignano al vescovo di Parma; da tempo abbandonato, cadde in declino, tanto che già nel 1590 ne sopravvivevano soltanto alcuni resti, in seguito completamente scomparsi.

#### Castello di Castrignano

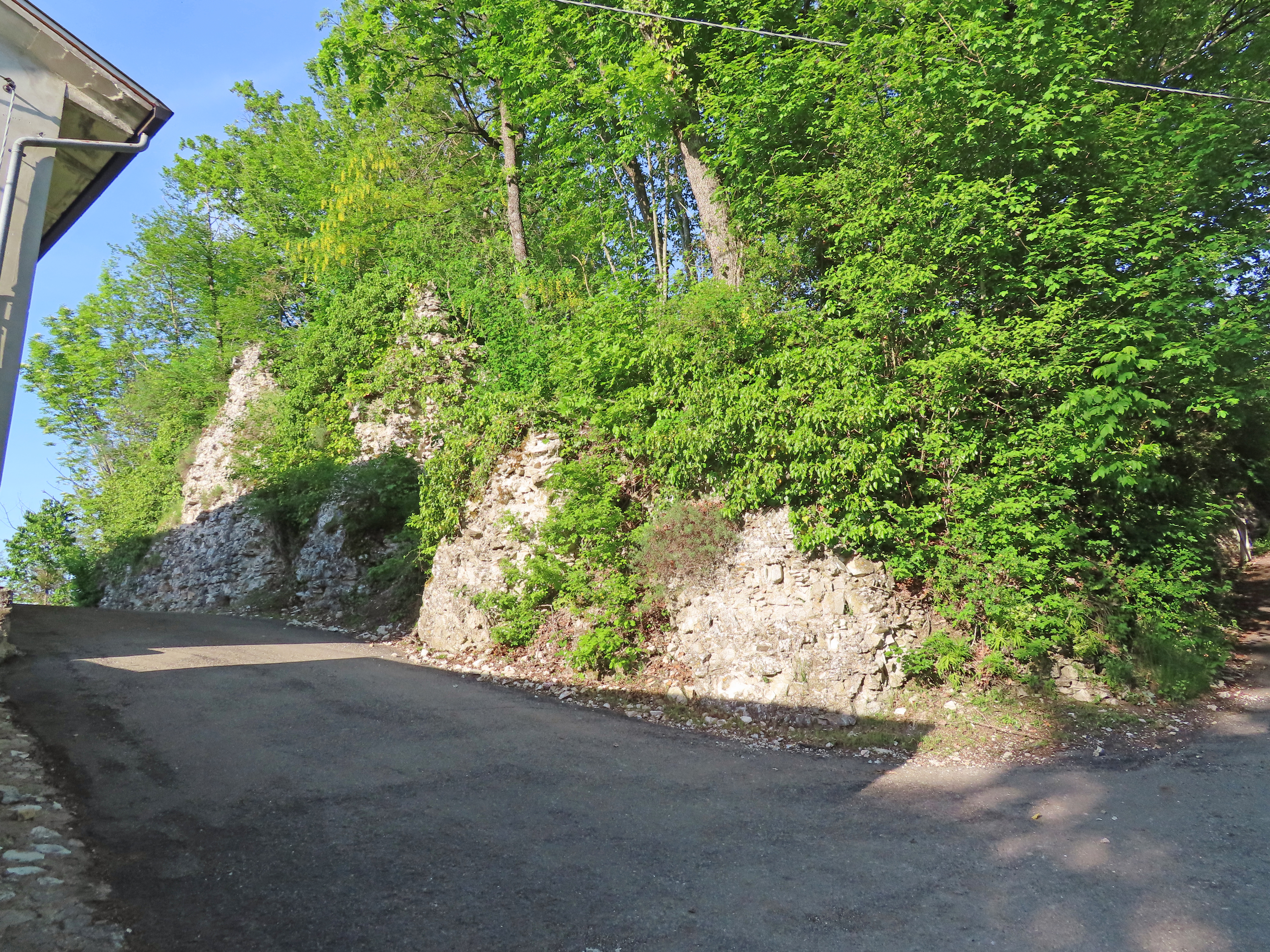
Ruderi del castello di Castrignano

Edificato in epoca altomedievale, il castello di Castrignano fu alienato nel 1028 alla chiesa di San Pietro di Parma; assegnato agli inizi del XII secolo al monastero di Sant'Apollonio di Canossa e nel 1137 al monastero di San Prospero di Reggio Emilia, nel 1186 fu donato dall'imperatore Federico Barbarossa alla diocesi di Parma; riedificato da Azzo da Correggio nel 1339, nei decenni seguenti fu rivendicato dal vescovo di Parma Ugolino de' Rossi, che, riottenutolo nel 1358, ne investì nel 1376 il pronipote Rolando de' Rossi; riedificato dai Rossi, fu espugnato nel 1405 dai Terzi; riconquistato dai Rossi nel 1410, al termine della guerra dei Rossi del 1483 fu riassegnato alla diocesi di Parma; completamente abbandonato, degradò nei secoli successivi e parte delle rovine fu adattata a portale d'accesso al sagrato della vicina pieve; se ne conservano inoltre alcuni brandelli di muro seminascosti dalla vegetazione, posti tra la chiesa e il cimitero.

#### Rocca di Valle di Castrignano

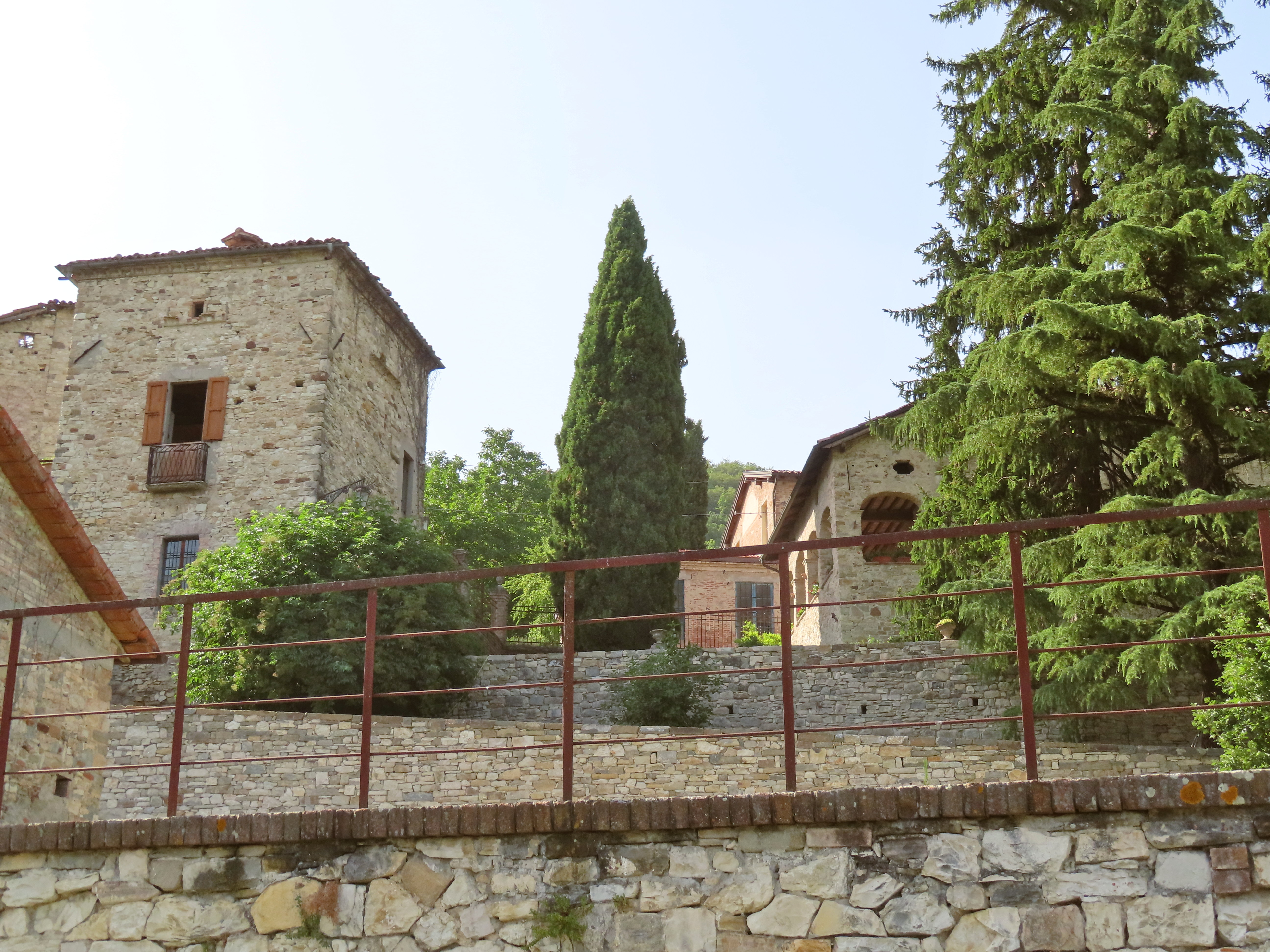
Rocca di Valle di Castrignano

Costruite tra la fine del XIV e gli inizi del XV secolo a presidio della strada di accesso al castello di Castrignano, le torri della rocca di Valle furono successivamente acquistate dalla nobile famiglia Cavatorta e, tra il XVIII e il XIX secolo, furono affiancate da nuovi edifici residenziali; alienate nei primi anni del XX secolo alla famiglia Campelli, nei decenni seguenti le strutture divennero sede di un'azienda agricola e agli inizi del XXI secolo furono restaurate e aperte al pubblico. La corte conserva quattro casetorri medievali e alcuni edifici settecenteschi, tra cui la casa padronale con loggiato; nei dintorni sopravvive inoltre l'antica casaforte Malavilla.

#### Castello di Antesica

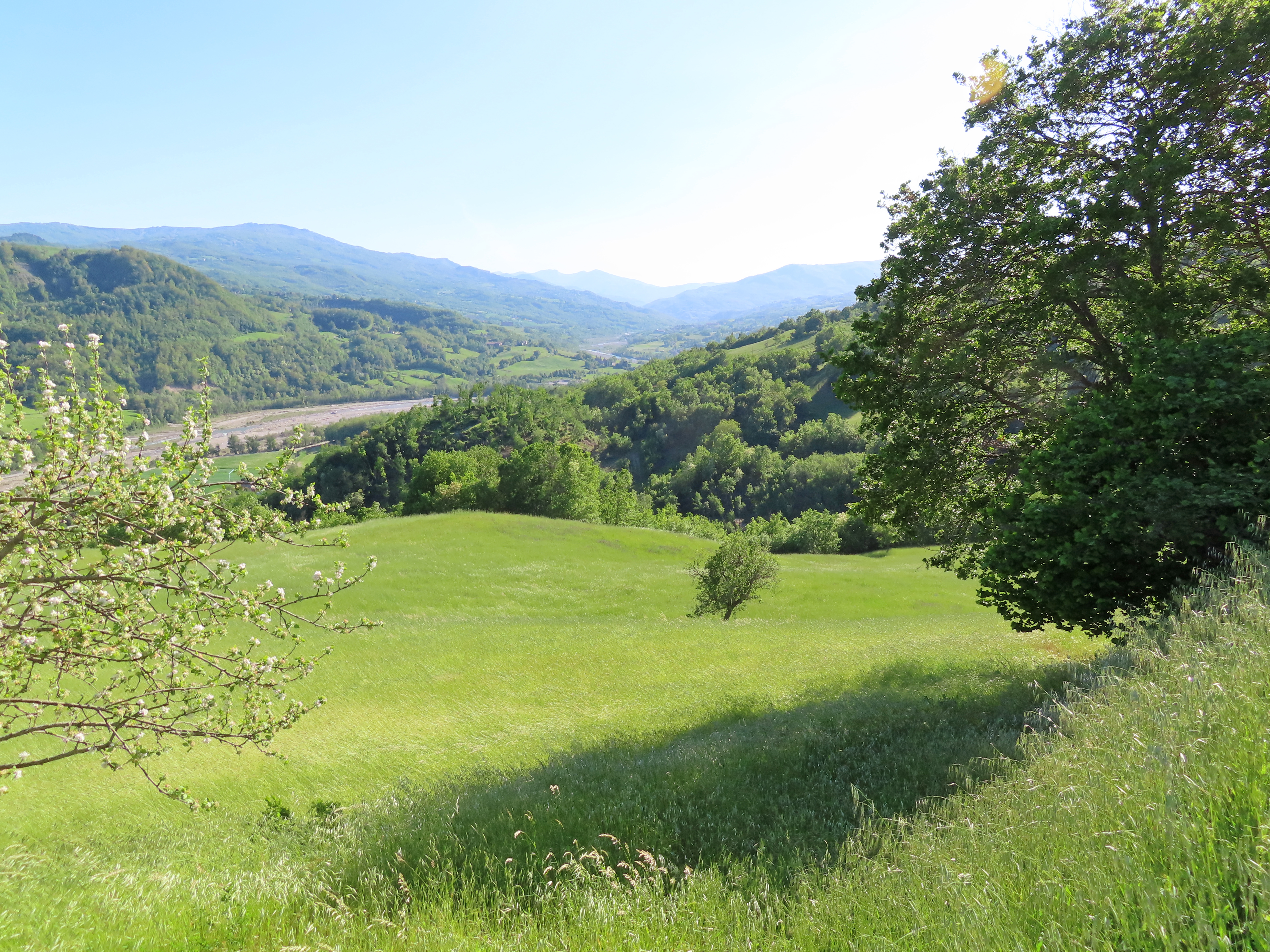
Collina su cui sorgono i ruderi del castello di Antesica

Costruito intorno alla metà del X secolo dalla famiglia da Antesica, il castello di Antesica fu lasciato in eredità nel 1072 al monastero di San Prospero di Reggio Emilia e all'abbazia di San Giovanni Evangelista di Parma; acquisito dai Rossi probabilmente nel XIV secolo e intorno al 1400 dai Visconti, nel 1402 fu occupato da Lodovico da Palù e riconquistato da Pier Maria I de' Rossi, che lo restituì ai milanesi; demolito dai parmigiani nel 1403 per evitare che cadesse ancora in mani rossiane, fu assegnato nel 1452 ai da Correggio; destinato nel 1464 da Pier Maria II de' Rossi al figlio Guido, passò in seguito alla guerra dei Rossi del 1482 al vescovo di Parma; completamente abbandonato, si ridusse a pochi ruderi sparsi, sepolti dalla fitta boscaglia.

#### Castello di Tiorre
Edificato entro la prima metà dell'XI secolo forse dalla famiglia di Attone de Comitatu Parmensi, il castello di Tiorre, non lontano da San Michele Tiorre, nel XII o XIII secolo passò sotto il controllo del Comune di Parma; occupato dagli Sforza agli inizi del XIV secolo, fu riconquistato e quasi interamente distrutto dai parmigiani nel 1316; riedificato dai Rossi nei primissimi anni del XV secolo, cadde in rovina nei decenni seguenti; restituito al Comune di Parma nel 1482, fu completamente abbandonato, fino alla sua scomparsa nei secoli successivi.

### Architetture civili

#### Palazzo Comunale

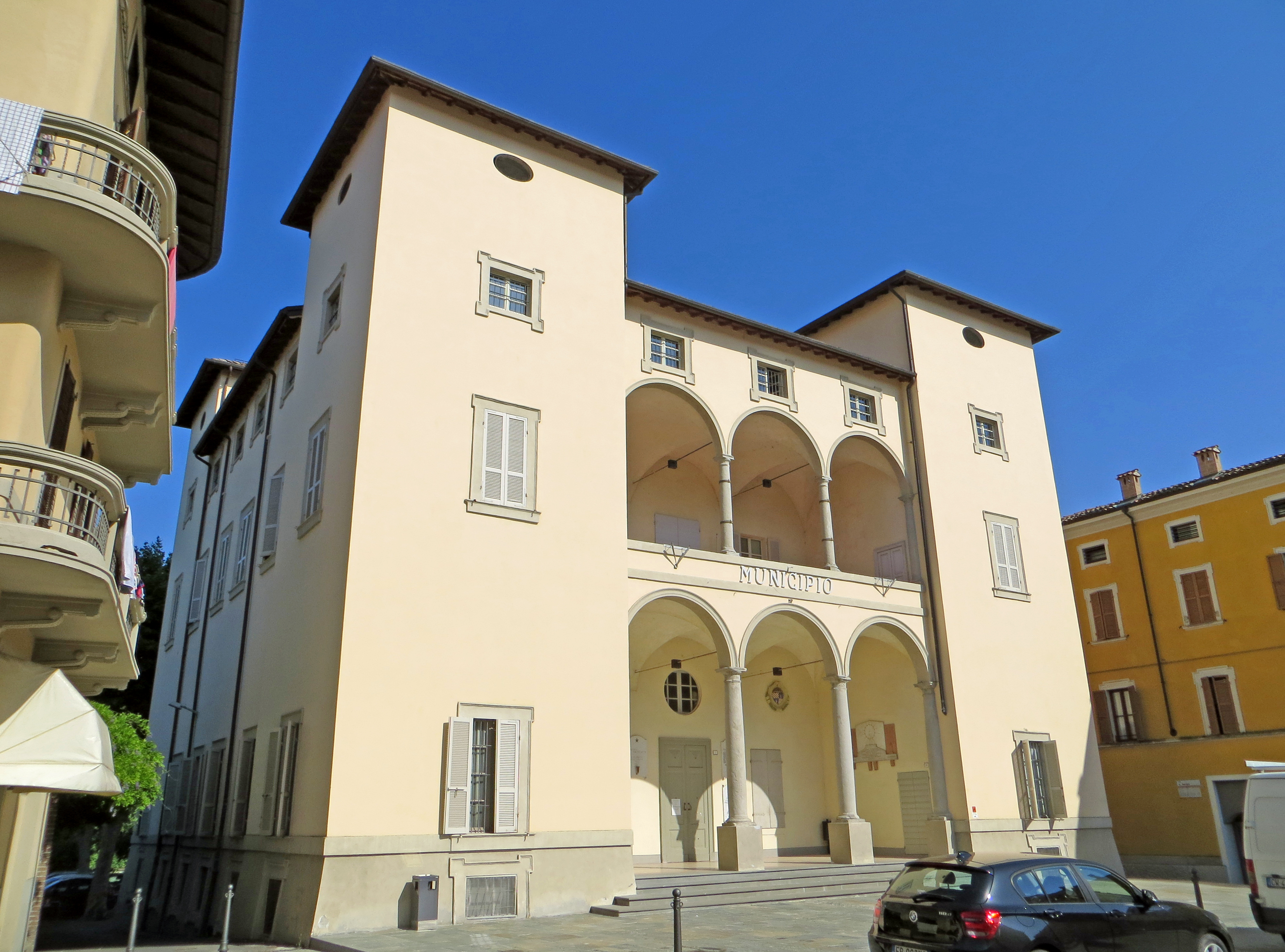
Palazzo Comunale

Costruito originariamente per volere del vescovo di Parma Grazia nella prima metà del XIII secolo quale residenza del capitano di giustizia, il palazzo fu trasformato in villa rinascimentale agli inizi del XVII secolo; acquisito dai conti Garimberti nel XVII secolo, fu acquistato dopo il 1805 dalla famiglia Montali, nel 1832 dall'avvocato Ottavio Ferrari e infine nel 1889 dal Comune di Langhirano, che lo adibì a propria sede; l'edificio conserva vari ambienti decorati e alcuni dipinti e arredi seicenteschi.

#### Villa Pallavicini

Villa Pallavicini ad Arola

Costruita ad Arola agli inizi del XVII secolo per volere dei marchesi Boscoli, la villa con l'ampia tenuta annessa fu alienata nella seconda metà del XVIII ai duchi Lébrun; acquistata nella prima metà del XIX dal marchese Adalberto Pallavicino, fu comprata alla fine del secolo dal barone Roberto Baracco, che la rivendette successivamente ai conti Zileri-Dal Verme; modificata più volte nei secoli, la villa neoclassica, ricca di sale decorate, fu adibita alla fine del XX secolo a sede per cerimonie e nuovamente messa in vendita nel 2014.

## Società

### Evoluzione demografica
Abitanti censiti

Etnie e minoranze straniere
Gli stranieri residenti a Langhirano al 1º gennaio 2024 sono 2.324 e rappresentano il 21,3% della popolazione residente.
La comunità straniera più numerosa è quella proveniente dall'Albania con il 21,9% di tutti gli stranieri presenti sul territorio, seguita dalla Romania (12,5%) e dal Marocco (10,6%).

## Cultura

### Musei

#### Museo del prosciutto e dei salumi di Parma

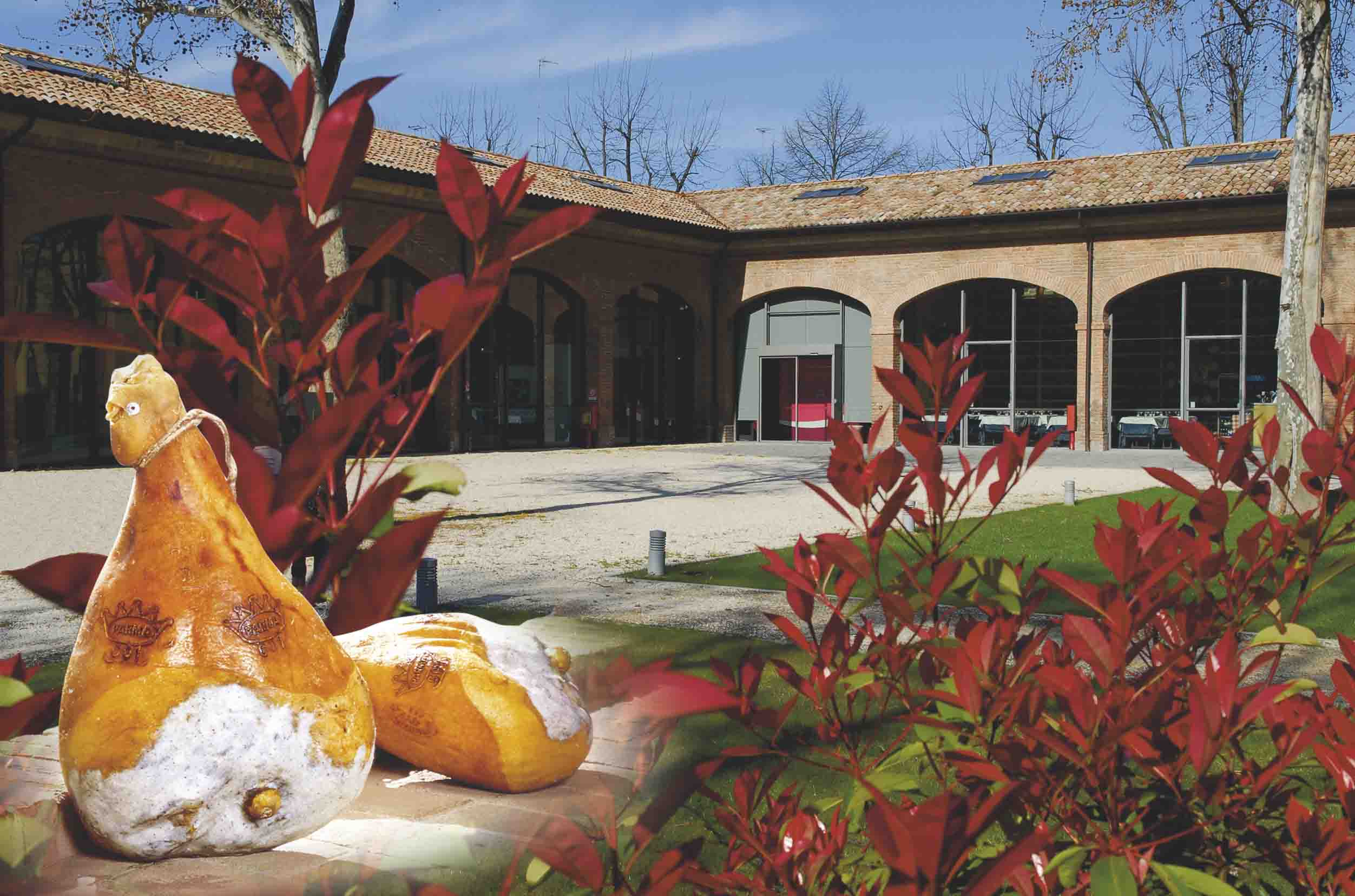
L'ex Foro Boario

Collocato al piano terreno dell'ex Foro Boario, il percorso espositivo è suddiviso in otto sezioni dedicate alla storia del processo di lavorazione del prosciutto di Parma e degli altri salumi del parmense.

#### Museo del Risorgimento "Faustino Tanara"

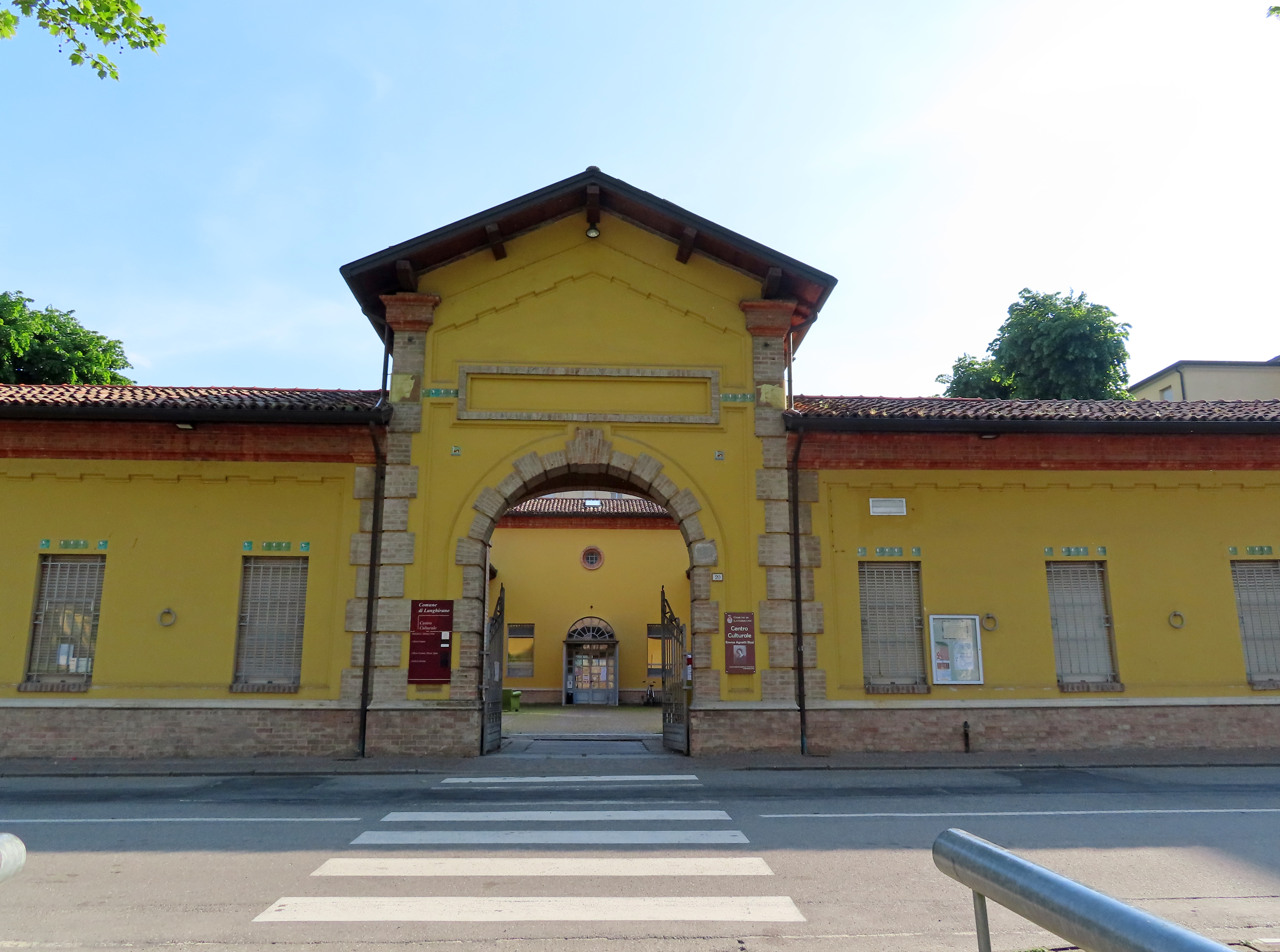
Museo del Risorgimento "Faustino Tanara"

Collocato all'interno dell'ex Macello storico, il museo è suddiviso in due sezioni dedicate alla storia del Risorgimento, concentrandosi in particolare sul garibaldino Faustino Tanara e sulle due Società di mutuo soccorso di Langhirano.

## Economia
L'economia della cittadina è piuttosto diversificata. Oltre all'allevamento dei suini e ai numerosi salumifici destinati alla lavorazione del Prosciutto di Parma, famoso in tutto il mondo, sono presenti sul territorio anche alcune industrie alimentari, tra cui caseifici e aziende vinicole e un'importante industria che si occupa della lavorazione dell'alluminio.

## Infrastrutture e trasporti
Langhirano è posta lungo il percorso della strada provinciale 665 R Massese. Langhirano è collegata con Parma tramite la linea numero 12 del servizio di trasporto pubblico della provincia, gestito da TEP.
Fra il 1892 e il 1940 la località rappresentò il capolinea meridionale della tranvia Parma-Langhirano, esercita a vapore, che rappresentò un importante strumento di crescita per l'economia del Comune.

## Amministrazione

### Sindaci
Di seguito è presentata una tabella relativa alle amministrazioni che si sono succedute in questo comune.
| Periodo        | Periodo        | Primo cittadino  | Partito                                            | Carica  | Note   |
| -------------- | -------------- | ---------------- | -------------------------------------------------- | ------- | ------ |
| 7 ottobre 1985 | 6 luglio 1990  | Antonio Vicini   | Partito Comunista Italiano                         | Sindaco | [ 61 ] |
| 17 luglio 1990 | 24 aprile 1995 | Antonio Vicini   | PCI, PDS                                           | Sindaco | [ 61 ] |
| 24 aprile 1995 | 14 giugno 1999 | Antonio Vicini   | centro-sinistra                                    | Sindaco | [ 61 ] |
| 14 giugno 1999 | 14 giugno 2004 | Antonio Vicini   | centro-sinistra                                    | Sindaco | [ 61 ] |
| 14 giugno 2004 | 8 giugno 2009  | Stefano Bovis    | centro-sinistra                                    | Sindaco | [ 61 ] |
| 9 giugno 2009  | 26 maggio 2014 | Stefano Bovis    | centro-sinistra                                    | Sindaco | [ 61 ] |
| 26 maggio 2014 | 27 maggio 2019 | Giordano Bricoli | lista civica di centro-destra: "Langhirano Civica" | Sindaco | [ 61 ] |
| 27 maggio 2019 | in carica      | Giordano Bricoli | lista civica di centro-destra: "Langhirano Civica" | Sindaco | [ 61 ] |

### Gemellaggi
- Cavaillon
- Espalion
- Tauste
- Nove

## Sport
La squadra di calcio è l'A.S.D. Langhiranese Val Parma, che attualmente partecipa al campionato di Promozione Emilia-Romagna 2018-2019.
Langhirano è stata più volte arrivo di tappa del Giro d'Italia:
- 1990 (29 maggio): 9ª tappa, vinta dal sovietico Vladimir Poulnikov
- 1991 (4 giugno): 10ª tappa, cronometro individuale vinta da Gianni Bugno

## Eventi
Dal 1997 Langhirano è la sede principale del Festival del prosciutto di Parma, che si svolge ogni anno generalmente nelle prime due settimane di settembre. Durante le giornate del Festival è possibile visitare i numerosi salumifici del territorio dove si effettua la lavorazione del prosciutto di Parma, oltre che a partecipare a svariati eventi culinari e degustazioni lungo le vie del paese. Spazio anche a dibattiti e incontri con esperti del settore, oltre che all'intrattenimento con ospiti musicali e del mondo dello spettacolo.